# Osakarovka
Osakarovka är en ort i Kazakstan.   Den ligger i oblystet Qaraghandy, i den centrala delen av landet, 100 km sydost om huvudstaden Astana. Osakarovka ligger 506 meter över havet och antalet invånare är 7 305.
Terrängen runt Osakarovka är platt, och sluttar norrut. Runt Osakarovka är det mycket glesbefolkat, med 5 invånare per kvadratkilometer. Trakten runt Osakarovka består i huvudsak av gräsmarker.